# 椿かなり
椿 かなり（つばき かなり、1991年10月3日 - ）は、日本のAV女優。マークスジャパン所属。

## 人物
趣味・特技:音楽鑑賞、楽器演奏。
フジテレビのアナウンサー・カトパンこと加藤綾子似のルックスから、そのことにちなんだ作品が多数ある。デビュー当初は「椿かなり」ではなく、名義がなかったり「カト○ン」などの表記が用いられた。

## 略歴
神奈川県出身。2013年にAVデビュー。
2014年7月、セガのゲーム「龍が如く」のキャラクター出演をかけたセクシー女優人気投票にエントリー。同年8月24日、結果発表。「龍が如く0 誓いの場所」への出演権を逃した。順位・得票数未発表。

## 出演作品

### アダルトDVD
2013年
- カト○ン似の美少女衝撃のAVデビュー!!（2月1日、MOODYZ）※名義なし
- 顔バレVIP●ER素人まとめ 7 カ●パン似の美乳Eカップ21歳フリーターが買ってきたばかりの新作オモチャを自分のカラダでお試し実況中継（4月11日、new girl）※名義なし
- カト○ン×パイパン×ごっくん（4月13日、MOODYZ）※名義なし
- 平成25年度SVN系列! 恥ずかし過ぎる新人アナウンサー研修 2 ワキ汗編（4月25日、サディスティックヴィレッジ）※「伊藤恵梨子」名義
- 女子アナウンサー 生き埋め凌辱レイプ（4月25日、ダスッ!）※「加東絢子」名義
- 夢のコスプレ 東方タッグ編（4月26日、TMA）
- カ○パンSEX あの人気女子アナは意外とガッツリ欲しがり系（5月3日、ワープエンタテインメント）※名義なし
- 「路線バスでベビーカー妻のミニスカ尻に勃起チ○ポを擦りつけてヤる」 VOL.2（5月9日、DANDY）
- レイプ! 男は誰でも人生に2回だけ生中出しレイプしても良い国（5月9日、サディスティックヴィレッジ）
- 私をAV女優にしてください。 Vol.4 椿かなり（フ○テレビ好感度No.1のあの女子アナに激似）（5月13日、HERO）
- 「常に性交」メンズエステ 2（5月23日、SODクリエイト）
- 若くて自慢の嫁との子どもが欲しいインポの伯父さんが甥の僕に「中出しで妻を妊娠させてくれ」と頼んできた（5月23日、ナチュラルハイ）
- 嫁の居ぬ間に○○しちゃった俺 4（5月23日、AKNR）
- 美しい女子アナに中出ししてみたい…（5月25日、本中）※「カト○ン」名義
- 働くオンナ猟り 【パンツスーツ姿の水樹りさが猟りに乱入!!】 1 SP（6月1日、プレステージ）
- 親の目の前で犯されて感じる娘（6月6日、グローリークエスト）
- 童貞クリニック 4（6月20日、SODクリエイト）
- 上司の奥さんに逆夜這いされてしまった俺（7月6日、AKNR）
- 夢持ち素人応援企画 1 あなたの夢、支援させて頂きます! だから一回だけAV出演して下さい!（7月11日、プレステージ）
- 禁断介護（7月18日、グローリークエスト）
- カ○パンごっくん（7月19日、ワープエンタテインメント）
- 浴びた女も感激する一撃!! 大量顔射!!! Part.3（7月19日、ワープエンタテインメント）
- 色情女の性交記録 セックス依存症（7月19日、ドグマ）
- この後に恥ずかしがり屋なカ●パン激似と激カワJDは気持ちいい顔射をキメる為、遠慮のないガン突きFUCKをしちゃいます。（8月2日、NON）
- 絶対に手を出してはいけない相手をレズ夜這い 7（8月8日、AKNR）
- 俺の許可なく、絶対イクなッ!!!!! 2 早漏オンナをナマ殺す焦らし地獄のイキガマン（8月9日、ワープエンタテインメント）
- 人懐っこい姪っ子がムラムラした俺の前に…!! 軽いイタズラのつもりでウワサのアノ薬を試したら激ギマリしてマンホジしながら俺に迫ってくるが正しい対処法を俺は知らない。（8月9日、NON）
- 女なら!彼氏のち○ぽ当ててみろ!! 巨乳素人娘が彼氏の前で恥辱の大量お漏らししてイキまくった!!（8月13日、はじめ企画）
- 全力逃走レイプ 2（8月15日、グローリークエスト）
- 我慢! 声を出しちゃダメ…（8月15日、グローリークエスト）
- カト○ン×ショー○ン AV史上最高の3P（8月22日、アイエナジー）
- 非ヌキ系サロン 洗体エステで勃起しちゃった僕。 10（8月22日、AKNR）
- うちの担任教師のミニスカむっちり太腿がエロ挑発的すぎてけしからん件（8月22日、TOY GIRL）
- 接吻情事 かなり如何わしい出張マッサージ（9月19日、エマニエル）
- 「私はED夫です。子供が欲しいので、親戚の性欲絶倫ハゲオヤジに妻を抱かせて中出ししてもらい、妊娠させてもらいたいと、お願いに来ました。」（9月20日、クリスタル映像）
- 極楽悶絶スケベ椅子 焦らされ性感手コキ8人（9月25日、アロマ企画）
- 私達、就職活動中に乱交をしてしまいました。（10月1日、ズッコンバッコン）
- 新生・女同士の復讐入れ替わりシリーズ ボディチェンジ（10月10日、ROCKET）
- 子宮に精子がぶつかる快感が欲しくて夫以外の生チンを要求してくる素人妻 かなり 27歳（10月15日、プリモ）
- 黒タイトスカートが似合う働くお姉さんのビッタリ密着した肉感的なお尻に着衣のまんまチ●ポ擦り&ザー汁発射してもう着れないくらい汚しちゃいたい（10月18日、ワープエンタテインメント）
- 不倫たび 雨の慕情 若妻と密会キャンプ（10月24日、タカラ映像）
- 子づくりに悩む夫婦のために… 妊娠目的 （秘）治療院（10月25日、サイドビー）
- ザーメンが飲み物の世界 日常的に精子を飲む女達（11月1日、MOODYZ）
- AV女優が撮影現場に来たらいきなりSEX 即ハメ 生中出し（11月7日、グローリークエスト）
- 全国どスケベ素人若妻をナンパして即ハメしちゃいました!!（11月8日、S級素人）
- 壁!机!椅子!から飛び出る生チ○ポが人気のお店 「喫茶しゃぶりながら」 …さらにハメながら（11月9日、SODクリエイト）
- 真正中出し!! 某テレビ局人気アナ カ●パン激似の椿かなり（11月13日、HERO）
- 全身バキュームフェラチオ 私のエッチなしゃぶり方（11月22日、TOY GIRL）

2014年
- 超撃戦隊ワイルドレンジャー　裏切りの女司令官（5月 9日、GIGA）
- ヒロイン討伐Vol.67（7月11日、GIGA）
- ヒロインバトルロワイヤル（8月22日、GIGA）
- 黒き魔装の誘惑7 ～母娘ヒロイン・科学特捜隊バードファイター～（9月12日、GIGA）共演:岬レナ
- アテナ 蒼き地球の守護女神たち 最強戦士徹底凌辱　アテナ・プロミス編（9月26日、GIGA）
- スパンデクサー ビギンズ（11月14日、GIGA）
- ヒロインピンチオムニバス09 JKスレイヤー 迦楼羅編（11月14日、ZENピクチャーズ）
- 気弱レイプハンター ～初めてのレイプ～（11月28日、GIGA）
- ヒロイン凌辱Vol.75 セーラープリズム 美少女戦士セーラーメディウム（12月12日、GIGA）
- 新・ヒロイン危機一髪!!03　スペースウェスタン レニー（11月14日、ZENピクチャーズ）

2015年
- バーニングアクション スーパーヒロイン列伝22 太陽の戦士レオーナ ネバープラネット編（1月 9日、ZENピクチャーズ）
- ブルセラストライカー（1月23日、GIGA）
- ヒロイン洗脳Vol.17　美少女戦士セーラーメディウム&セーラーウィザード（2月13日、GIGA）
- ヒロインお尻責め －アテナ・プロミス編－（2月13日、GIGA）
- ヒロインピンチ4ストーリーズ 聖少女戦士セーラートパーズ（2月13日、GIGA）
- カト○ン激似美女の3穴レイプファン感謝祭 椿かなり（7月19日、エムズビデオグループ) - 監督:テキラティーノ
- お義父さん、あそこが疼いてしょうがないんです…だってマスオさんがもう1年もしてくれないんですもの…（10月22日、タカラ映像）

### 映画
- お天気キャスター 晴れのち濡れて（2015年1月23日公開、70分、オーピー映画、監督・脚本：吉行由実）
- 浮気妻 寝室の覗き穴（2015年8月21日公開、70分、オーピー映画、監督・脚本：吉行由実）

※別タイトル「浮気妻 身代わりの罠」

## テレビ
- ビ〜チ9（2014年11月、テレビ埼玉）- 古川いおりと共にマンスリーゲスト